# Biserica „Înălțarea Domnului” din Chirianca
Biserica „Înălțarea Domnului” este o biserică amplasată în Chirianca, raionul Strășeni, Republica Moldova. Este un monument arhitectural de importanță națională inclus în Registrul monumentelor Republicii Moldova ocrotite de stat cu nr. 1361 (raionul Strășeni). Datează din 1902.